# Marie Auguste von Anhalt

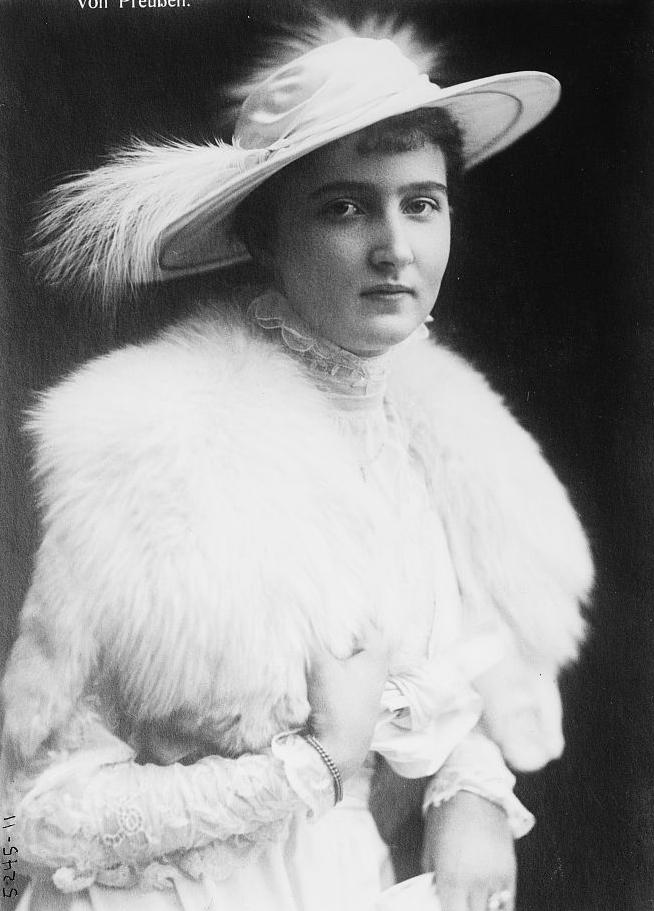
Marie Auguste von Anhalt

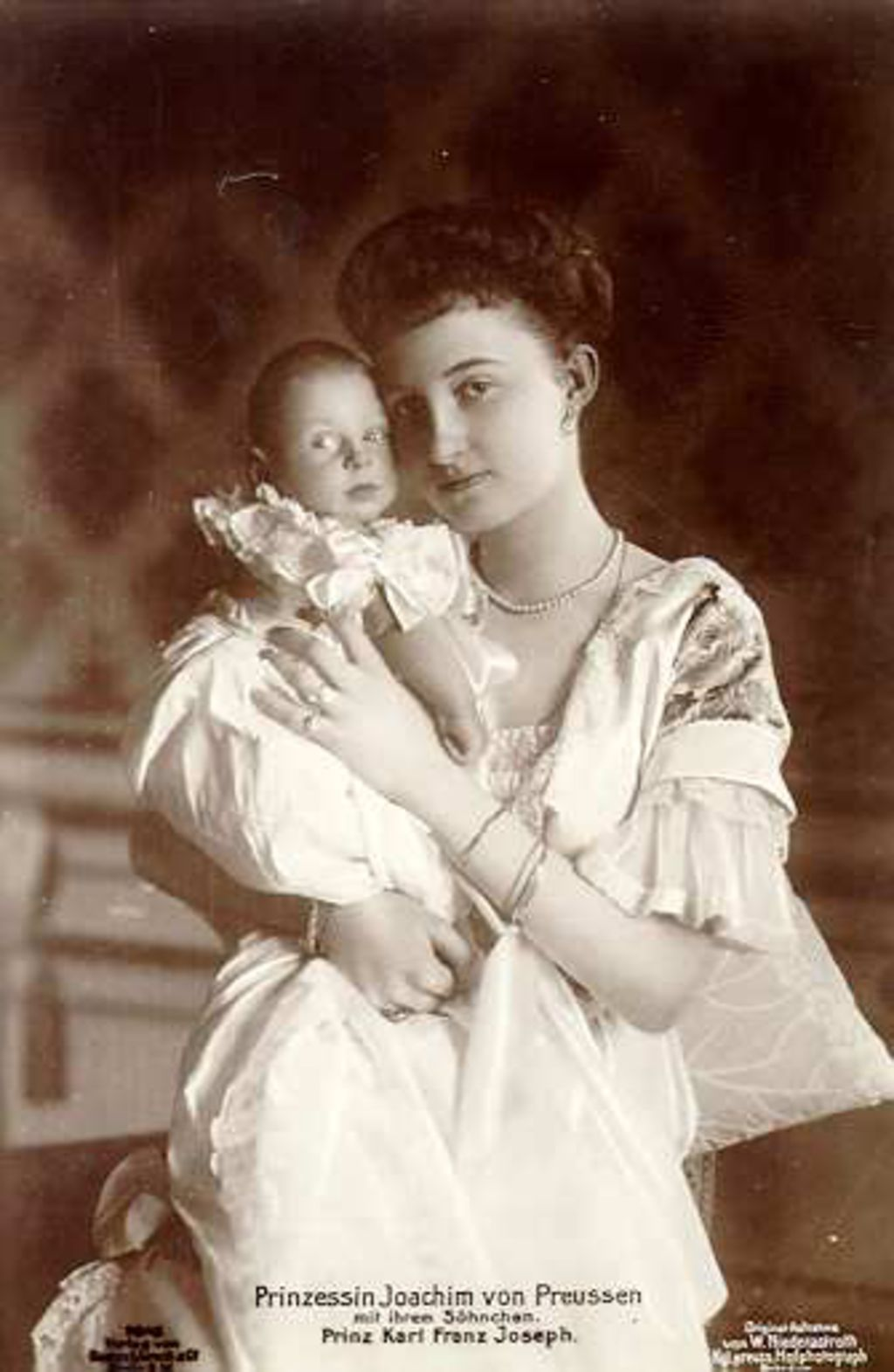
Von Anhalt mit ihrem Sohn Karl Franz Joseph (1917)

Marie Auguste Antoinette Friederike Alexandra Hilda Luise Prinzessin von Anhalt (* 10. Juni 1898 in Ballenstedt; † 22. Mai 1983 in Essen) war die Tochter Herzogs Eduard von Anhalt und gehörte zum Adelsgeschlecht der Askanier.

## Biografie
Marie Auguste Prinzessin von Anhalt wurde als Tochter von Herzog Eduard von Anhalt und dessen Gemahlin Luise Charlotte Marie Agnes aus dem Geschlecht  Sachsen-Altenburg geboren. Ihr Vater wurde im Jahr 1918 für einige Monate regierender Herzog von Anhalt. Sie war die ältere Schwester des nominell letzten Herzogs Joachim Ernst von Anhalt.
Sie war seit 11. März 1916 in erster Ehe mit Prinz Joachim von Preußen, dem sechsten Sohn Kaiser Wilhelms II., verheiratet. Aus der Ehe ging der Sohn Karl Franz Joseph hervor. Nachdem sie ihren Mann mit einem Hochstapler betrogen hatte, bat Prinz von Preußen seinen Vater im niederländischen Exil erfolglos um die Erlaubnis, die Scheidung einzureichen, und beging am 18. Juli 1920 Suizid. Am 27. September 1926 heiratete von Anhalt Johannes-Michael Freiherr von Loën; diese Ehe wurde 1935 geschieden.
Zum 1. Mai 1934 trat sie der NSDAP bei (Mitgliedsnummer 3.452.693).
Von Anhalt war von Mitte der 1950er Jahre bis ins fortgeschrittene Alter als Empfangsdame in der Essener Hauptverwaltung der WASAG-Chemie beschäftigt, einem Unternehmen der Brüder Berthold und Harald von Bohlen und Halbach. Nach dem Tod ihres Sohnes Karl Franz Joseph lebte sie von einer kleinen Altersrente. Durch die Vermittlung des Titelhändlers Hans-Hermann Weyer adoptierte von Anhalt im Februar 1980 gegen die Zusage einer monatlichen Rente von 2000 D-Mark Hans-Robert Lichtenberg, der seitdem Frédéric Prinz von Anhalt heißt.
Von Anhalt starb 1983 im Alter von 84 Jahren in Essen.

## Vorfahren
| Ahnentafel Marie Auguste Prinzessin von Anhalt  | Ahnentafel Marie Auguste Prinzessin von Anhalt                                           | Ahnentafel Marie Auguste Prinzessin von Anhalt                                           | Ahnentafel Marie Auguste Prinzessin von Anhalt                                             | Ahnentafel Marie Auguste Prinzessin von Anhalt                                             | Ahnentafel Marie Auguste Prinzessin von Anhalt                                       | Ahnentafel Marie Auguste Prinzessin von Anhalt                                       | Ahnentafel Marie Auguste Prinzessin von Anhalt                                       | Ahnentafel Marie Auguste Prinzessin von Anhalt                                       |
| ----------------------------------------------- | ---------------------------------------------------------------------------------------- | ---------------------------------------------------------------------------------------- | ------------------------------------------------------------------------------------------ | ------------------------------------------------------------------------------------------ | ------------------------------------------------------------------------------------ | ------------------------------------------------------------------------------------ | ------------------------------------------------------------------------------------ | ------------------------------------------------------------------------------------ |
| Urgroßeltern                                    | Leopold IV. Friedrich von Anhalt-Dessau (1794–1871) ⚭ Friederike von Preußen (1796–1850) | Leopold IV. Friedrich von Anhalt-Dessau (1794–1871) ⚭ Friederike von Preußen (1796–1850) | Eduard von Sachsen-Altenburg (1804–1852) ⚭ Amalie von Hohenzollern-Sigmaringen (1815–1841) | Eduard von Sachsen-Altenburg (1804–1852) ⚭ Amalie von Hohenzollern-Sigmaringen (1815–1841) | Georg von Sachsen-Altenburg (1796–1853) ⚭ Marie zu Mecklenburg (1803–1862)           | Georg von Sachsen-Altenburg (1796–1853) ⚭ Marie zu Mecklenburg (1803–1862)           | Bernhard II. von Sachsen-Meiningen (1800–1882) ⚭ Marie von Hessen-Kassel (1804–1888) | Bernhard II. von Sachsen-Meiningen (1800–1882) ⚭ Marie von Hessen-Kassel (1804–1888) |
| Großeltern                                      | Friedrich I. von Anhalt (1831–1904) ⚭ Antoinette von Sachsen-Altenburg (1838–1908)       | Friedrich I. von Anhalt (1831–1904) ⚭ Antoinette von Sachsen-Altenburg (1838–1908)       | Friedrich I. von Anhalt (1831–1904) ⚭ Antoinette von Sachsen-Altenburg (1838–1908)         | Friedrich I. von Anhalt (1831–1904) ⚭ Antoinette von Sachsen-Altenburg (1838–1908)         | Moritz von Sachsen-Altenburg (1829–1907) ⚭ Auguste von Sachsen-Meiningen (1843–1919) | Moritz von Sachsen-Altenburg (1829–1907) ⚭ Auguste von Sachsen-Meiningen (1843–1919) | Moritz von Sachsen-Altenburg (1829–1907) ⚭ Auguste von Sachsen-Meiningen (1843–1919) | Moritz von Sachsen-Altenburg (1829–1907) ⚭ Auguste von Sachsen-Meiningen (1843–1919) |
| Eltern                                          | Eduard von Anhalt (1861–1918) ⚭ Luise von Sachsen-Altenburg (1873–1953)                  | Eduard von Anhalt (1861–1918) ⚭ Luise von Sachsen-Altenburg (1873–1953)                  | Eduard von Anhalt (1861–1918) ⚭ Luise von Sachsen-Altenburg (1873–1953)                    | Eduard von Anhalt (1861–1918) ⚭ Luise von Sachsen-Altenburg (1873–1953)                    | Eduard von Anhalt (1861–1918) ⚭ Luise von Sachsen-Altenburg (1873–1953)              | Eduard von Anhalt (1861–1918) ⚭ Luise von Sachsen-Altenburg (1873–1953)              | Eduard von Anhalt (1861–1918) ⚭ Luise von Sachsen-Altenburg (1873–1953)              | Eduard von Anhalt (1861–1918) ⚭ Luise von Sachsen-Altenburg (1873–1953)              |
| Marie Auguste Prinzessin von Anhalt (1898–1983) |                                                                                          |                                                                                          |                                                                                            |                                                                                            |                                                                                      |                                                                                      |                                                                                      |                                                                                      |